# Giovanna Trillini
Giovanna Trillini, född den 17 maj 1970 i Jesi, Italien, är en italiensk fäktare som tog OS-brons i damernas lagtävling i florett i samband med de olympiska fäktningstävlingarna 2008 i Peking.